# Staubungsverhalten
Das Staubungsverhalten (englisch dustiness) von Schüttgütern ist eine Kenngröße im Bereich des Explosions- und Arbeitsschutzes. Damit wird die Neigung von Materialien bezeichnet, bei der Handhabung Schwebstaub zu erzeugen. Es handelt sich nicht um eine eigenbestimmte, sondern um eine vom jeweiligen Messverfahren abhängige Größe.

## Bedeutung
Beim Umgang mit staubenden Gütern, insbesondere bei deren Umschlag, kann es zur Bildung von staubbeladenen Atmosphären kommen, die sowohl aus Gründen des Arbeits- als auch des Explosionsschutzes problematisch sind. Während aus Sicht des Explosionsschutzes die Bildung eines explosionsfähigen Staub-Gas-Gemischs zu vermeiden ist, ist aus Gründen des Arbeitsschutzes der Anteil des Staubs, der den Fraktionen einatembar, thorakal oder alveolengängig zuzuordnen ist, zu vermindern. Bei faserförmigen Materialien spielt auch die mögliche Freisetzung von Fasern eine Rolle.

## Messung
Messverfahren zur Bestimmung des Staubungsverhaltens sind empirische Verfahren, die an die jeweilige Fragestellung anzupassen sind. Dementsprechend dienen unterschiedliche Messverfahren dazu, verschiedene Handhabungs- oder Umschlagprozesse nachzubilden. In der Standardisierung haben sich verschiedene Verfahren zur Bestimmung des Staubungsverhaltens etabliert.
Zur Bestimmung des Staubungsverhaltens im Bereich des Explosionsschutzes wird Staub bei konstantem Volumenstrom mittels einer Fördereinrichtung in eine Messkammer transportiert und die Staubkonzentration in der sich bildenden Staubwolke messtechnisch erfasst.
Für die Bestimmung des Staubungsverhaltens unter Aspekten des Arbeitsschutzes werden neben der kontinuierlichen Verstaubung des Schüttguts mittels Bürstendosierer vor allem Verfahren angewandt, in denen das Schüttgut fallen gelassen wird und gleichzeitig einem Luftstrom ausgesetzt wird.